# فالديمانكو ديل إيستيراس (سيوداد ريال)
بلدية فالديمانكو ديل إيستيراس (بالإسبانية: Valdemanco del Esteras)‏، هي إحدى بلديات مقاطعة سيوداد ريال إحدى مقاطعات إسبانيا، والتي تقع في منطقة قشتالة لا منتشا وسط إسبانيا.
يبلغ عدد سكانها 262 نسمة وفقاً لإحصائية سنة (2007).